# Хъ Сиенгу
Хъ Сиенгу е персонаж от китайската митология.

## Легенда
Казват, че името ѝ е било Чьон, родена в провинция Кантон на десетия ден от четвъртия лунен месец по време на Династия Тан и живеела в близост на река Юн Му.
Когато била на 14 години отишла в планината да бере чай. Там срещнала Лю Дунбин. След това сънувала, че духът ѝ е казал как да пие стрит на прах седеф. Отпивайки от вълшебната напитка, тя станала толкова лека, че можела само за миг да се пренесе от един планински връх на друг. Оттам сутрин, по изгрев слънце, носела бамбукови филизи за болната си майка. Тя изчезнала по пътя към двореца, където била призована от Императрица У (690 – 705).
Още приживе се обрекла на безбрачие, зарад което по-късно, по време на Северната Сун династия (960 – 1279), се почита като Дао – монахиня. Впоследствие тя се освободила от тялото си и станала безсмъртна. Учените и чиновниците често отправят запитвания към духа ѝ относно бъдещето и съдбата си.
Тя се изобразява носеща лотосов цвят или разцъфнало клонче като свой отличителен знак.